# زلزال طوكيو 8.0 (أنمي)
زلزال طوكيو 8.0 (東京マグニチュード8.0) هو اسم مسلسل أنمي من إنتاج بونز وكينيما سيتروس.

## طاقم إنتاج الأنمي
- الإخراج: ماساكي تاتشيبانا
- تأليف النص الرئيسي: ناتسكو تاكاهاشي
- تصميم الشخصيات: أتسكو نوزاكي
- الإخراج الفني: ميكا ناكاجيما، ناريوكي أوغي
- الموسيقى: كو أوتاني
- إنتاج الموسيقى: سوني ميوزيك إنترتينمنت
- إخراج الصوت: كازيا تاناكا
- إنتاج الرسوم المتحركة: بونز، كينيما سيتروس
- إنتاج: لجنة إنتاج طوكيو ماغنيتود 8.0

## الشخصيات

### الشخصيات الرئيسية
- ميراي أونوزاوا
- يوكي أونوزاوا
- ماري كوساكابي

### أسرة ميراي ويوكي
- سيجي أونوزاوا
- ماسامي أونوزاوا

### أسرة ماري
- هينا كوساكابي
- ريكو كوساكابي

### آخرون
- كريستل تاكيغاوا
- فورويتشي
- كينتو نينوميا

## قائمة الحلقات
| رقم الحلقة               | عنوان الحلقة         | تفاصيل الحلقة             |
| العالم العربي (المدبلجة) | الدبلجة (العربية)    | تاريخ عرض الدبلجة العربية |
| ------------------------ | -------------------- | ------------------------- |
| 1                        | زلزال الصحوة         | 17 يونيو 2024             |
| 2                        | جلال وجمال           | 24 يونيو 2024             |
| 3                        | اليد المنقذة         | 1 يوليو 2024              |
| 4                        | الوعد                | 9 يوليو 2024              |
| 5                        | تحت ضوء القمر        | 16 يوليو 2024             |
| 6                        | سحابة صيف            | 22 يوليو 2024             |
| 7                        | من أحب شيئاً تألق فيه | 29 يوليو 2024             |
| 8                        | صباح أبيض            | 5 أغسطس 2024              |
| 9                        | من يفعل الخير يغنم   | 12 أغسطس 2024             |
| 10                       | انهيار الوهم         | 25 أغسطس 2024             |
| 11                       | إلى يوكي...          | 26 أغسطس 2024             |

## وصلات خارجية
- طوكيو ماغنيتود 8.0 على موقع IMDb (الإنجليزية)
- طوكيو ماغنيتود 8.0 على موقع ليتربوكسد (الإنجليزية)
- طوكيو ماغنيتود 8.0 على موقع كينوبويسك (الروسية)
- طوكيو ماغنيتود 8.0 على موقع ألو سيني (الفرنسية)
- طوكيو ماغنيتود 8.0 على موقع قاعدة بيانات الفيلم (الإنجليزية)
- طوكيو ماغنيتود 8.0 على موقع ANN anime (الإنجليزية)